# Eutropis andamanensis
Eutropis andamanensis är en ödleart som beskrevs av  Smith 1935. Eutropis andamanensis ingår i släktet Eutropis och familjen skinkar. Inga underarter finns listade i Catalogue of Life.